# Коуракский сельсовет
Коуракский сельсовет — сельское поселение в Тогучинском районе Новосибирской области Российской Федерации.
Административный центр — село Коурак.

## История
Статус и границы сельского поселения установлены Законом Новосибирской области от 2 июня 2004 года № 200-ОЗ «О статусе и границах муниципальных образований Новосибирской области»

## Население
| 2002  | 2010  | 2012  | 2013  | 2014  | 2015  | 2016  |
| ----- | ----- | ----- | ----- | ----- | ----- | ----- |
| 2318  | ↘1900 | ↘1830 | ↘1797 | ↗1808 | ↘1765 | ↘1720 |
| 2017  | 2018  | 2019  | 2020  | 2021  |       |       |
| ↘1697 | ↘1670 | ↘1659 | ↘1639 | ↘1600 |       |       |

## Состав сельского поселения
| № | Населённый пункт | Тип населённого пункта       | Население |
| - | ---------------- | ---------------------------- | --------- |
| 1 | Конево           | деревня                      | ↘79       |
| 2 | Коурак           | село, административный центр | ↘861      |
| 3 | Мирный           | посёлок                      | ↘283      |
| 4 | Старогутово      | деревня                      | ↘101      |
| 5 | Юрты             | село                         | ↘576      |